# Kobylnica

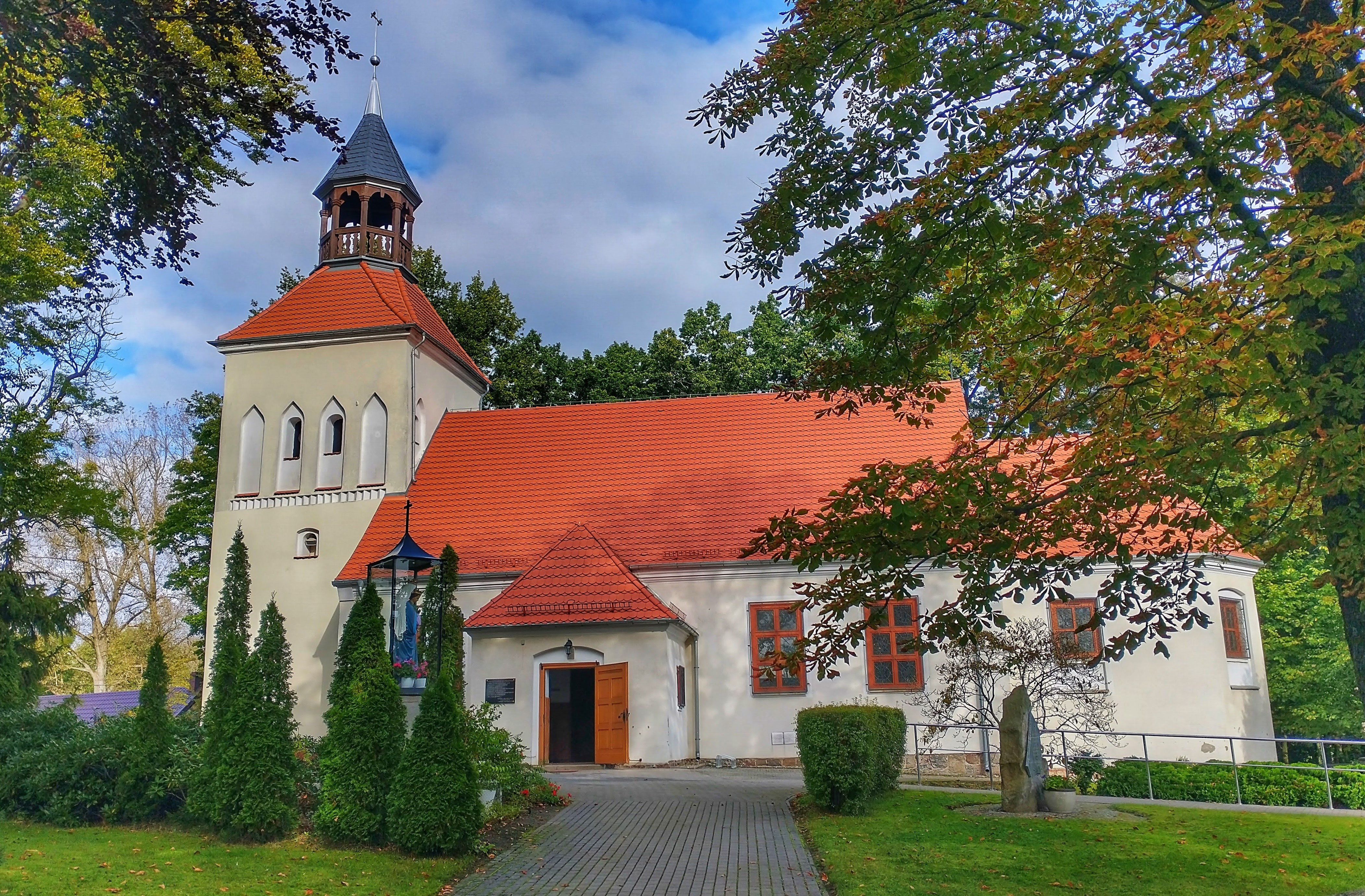
Kościół Najświętszego Serca Pana Jezusa

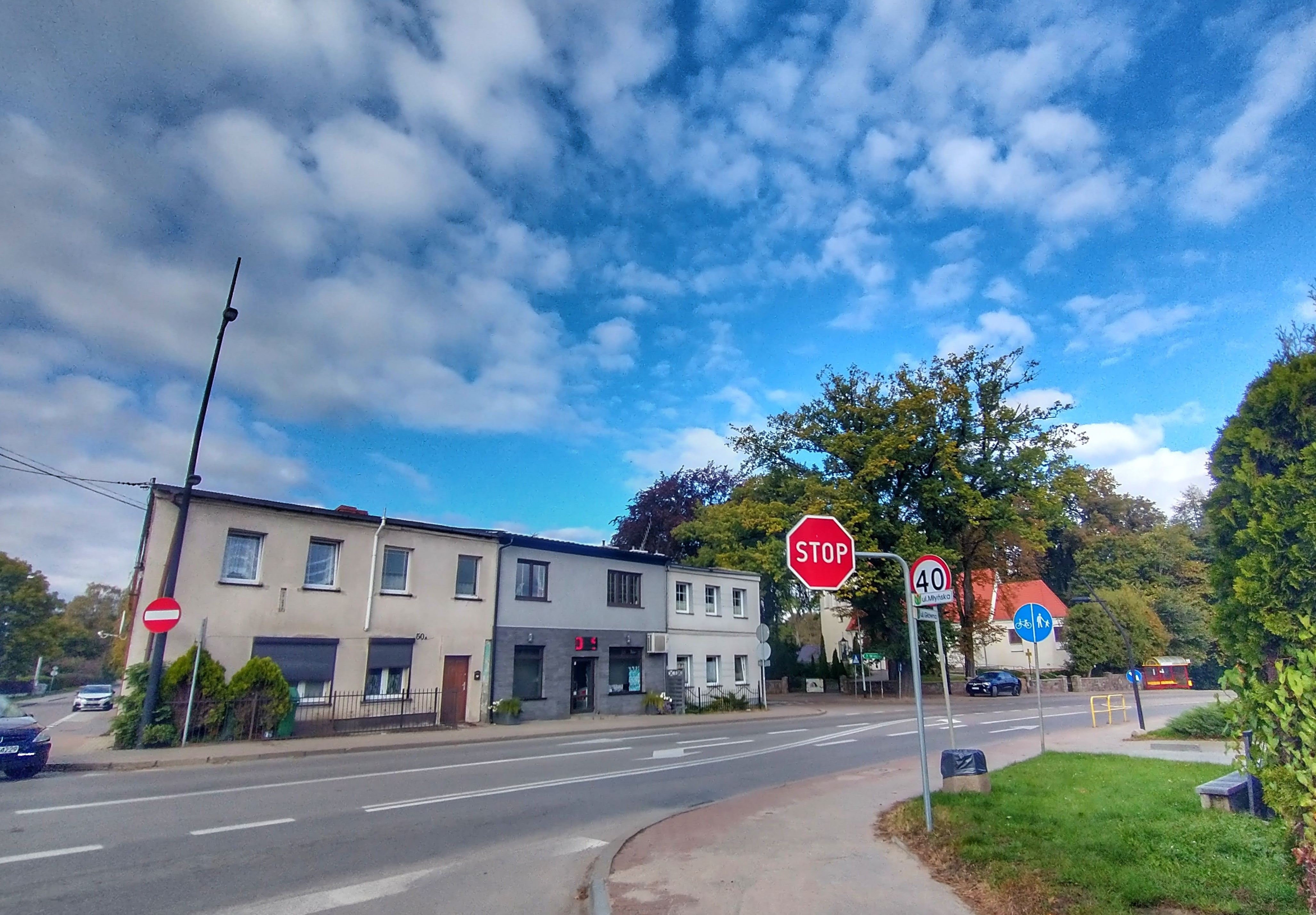
Zabudowa w centrum

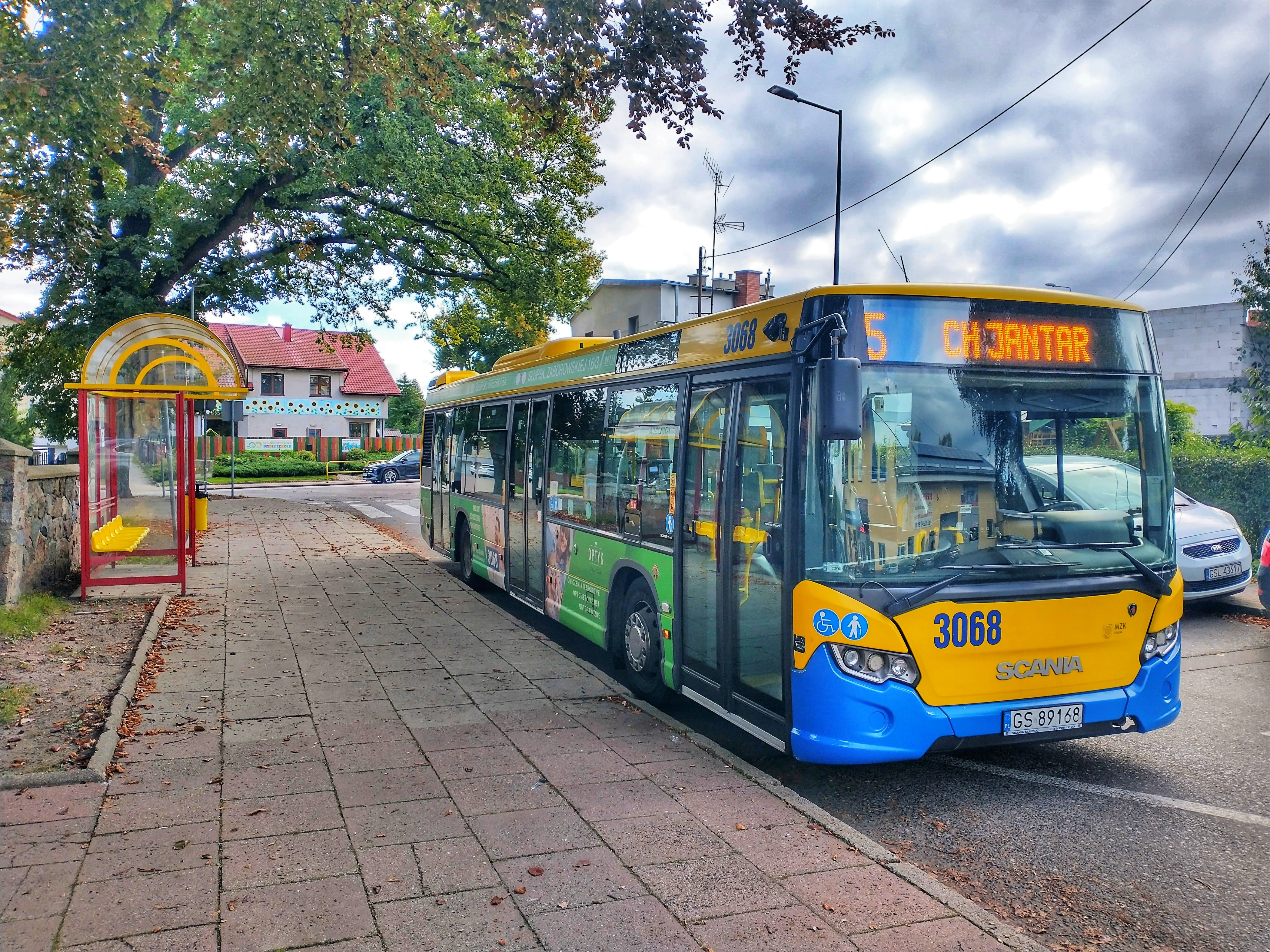
Przystanek końcowy autobusów ze Słupska

Kobylnica (kaszb. Kòbëlnica, niem. Kublitz) – miasto w Polsce, w województwie pomorskim, w powiecie słupskim, siedziba gminy miejsko-wiejskiej Kobylnica, bezpośrednio granicząca ze Słupskiem.
Kobylnica jest położona przy drodze krajowej nr 21 oraz na północnym zachodzie przy drodze krajowej nr 6. Połączenie z centrum Słupska umożliwiają autobusy komunikacji miejskiej. Wschodnim obrzeżem Kobylnicy przepływa rzeka Słupia. Znajduje się tu szkoła podstawowa, komisariat policji, przychodnia lekarska, urząd gminy, 2 oddziały bankowe, XVI-wieczny kościół, biblioteka, hala sportowa, stadion miejscowej drużyny Słupia Kobylnica, a także zakłady rzemieślnicze, sklepy (przemysłowe, spożywcze, motoryzacyjne, chemiczne) i fabryki. W miejscowości znajduje się przystanek kolejowy Kobylnica Słupska.
W Polsce od końca II wojny światowej jako część tzw. Ziem Odzyskanych (tzw. III okręg administracyjny – Pomorze Zachodnie). 25 września 1945 – jako część powiatu słupskiego – została powierzona administracji wojewody gdańskiego, po czym z dniem 28 czerwca 1946 została przyłączona do województwa szczecińskiego. 6 lipca 1950 gmina wraz z całym powiatem słupskim weszła w skład nowo utworzonego województwa koszalińskiego. 1945–1954 siedziba wiejskiej gminy Kobylnica, 1954–1972 gromady Kobylnica, a od 1973 reaktywowanej gminy Kobylnica. W latach 1975–1998 miejscowość administracyjnie należała do województwa słupskiego. 1 stycznia 2025 Kobylnica uzyskała status miasta.

## Nazwa
Nazwa miejscowości, wzmiankowana po raz pierwszy w 1315 w formie Koblinitz, ma pochodzenie słowiańskie i charakter topograficzny. Co do jej charakteru wysunięto następujące hipotezy etymologiczne:
- nazwa topograficzna wyprowadzona od nazwy pospolitej kobyła „samica każdego większego zwierzęcia leśnego” z formantem -nica[12],
- nazwa topograficzna wyprowadzona od nazwy pospolitej kobyła „zastawa drewniana, przekaza, rogatka” z formantem -nica[12].

Niemiecka nazwa Kublitz jest adaptacją fonetyczną pierwotnej nazwy słowiańskiej.
Rada Języka Kaszubskiego proponuje kaszubską formę nazwy Kòbëlnica.

## Historia

### Kalendarium
- 1315 – Waldemar Brandenburski przekazał wieś jako lenno Kasimirowi Svenzo (Święcy) i jego potomnym[14].
- XV wiek – wieś należała do księżnej Erdmunt. Później jedna z części należała do Puttkamerów, druga do von Lettonów, a potem cały majątek znalazł się w rękach rodziny Puttkamerów.
- lata 1734/1735 – Puttkamerowie sprzedali jedną z części majątku i odtąd ta część należała do dóbr królewskich. Zaczęto ją nazywać Königlich (Królewska), w odróżnieniu od Adlig (Szlacheckiej), która pozostawała własnością Puttkamerów.
- 1784 – w części Puttkamerów było 7 chłopów i 13 dymów, a w części Królewskiej – 23 dymy.
- 1823 – powstał nowy folwark Wernersbrunn, nazwany od imienia ówczesnego właściciela Wernera Bogislawa von Puttkamer.
- 1910 – Adlig Kublitz zasiedlono i Kobylnica w końcu stała się wsią chłopską.
- 1925 – zniesienie podziału na Kobylnicę Królewską i Kobylnicę Szlachecką[15].
- 1945 – Kobylnica w Polsce.
- 2023 – pierwsze starania o prawa miejskie[16].
- 1 stycznia 2025 – uzyskanie praw miejskich[17].

## Zabytki
- Kościół ponorbertański, parafialny pw. Najświętszego Serca Jezusa. Ze starej, średniowiecznej budowli zachowała się jedynie gotycka, murowana z cegły, wieża frontowa z XIV wieku ozdobiona wąskimi blendami o łukach kotarowych, nakryta barokowym hełmem zwieńczonym latarenką z 1781[18]. W roku 2013 przeprowadzono całkowitą renowację wieży pod kierunkiem ks. proboszcza Wojciecha Pettke. Korpus zbudowany w 1931. Kościół wielokrotnie przebudowywany – XIV, XVI, XIX i XX wiek. Do wyposażenia należą: bogato rzeźbiony, barokowy prospekt z XVIII wieku, trzy neobarokowe ołtarze oraz empora chóru.
- Ruiny młyna zbożowego. Powstał na miejscowej rzeczce – Kamieńcu około połowy XIX wieku. W pierwszej ćwierci XX wieku przebudowano go i zmodernizowano. Konstrukcja murowana (cegła i kamień) oraz szachulcowo-drewniana. Z wyposażenia można wymienić maszyny firmy Seck z Drezna oraz turbinę z 1913. Młyn działał jeszcze do około 2001 roku. Nowy właściciel planował przebudować obiekt na zajazd, jednak 18 kwietnia 2004 młyn spłonął.
- Budynki mieszkalne i inwentarskie utrzymane w stylu szkieletowym/ryglowym z połowy XIX wieku.
- Murowane budynki mieszkalne z przełomu XIX i XX wieku.
- Cmentarz ewangelicki z II połowy XIX wieku, nieczynny, położony pomiędzy ulicą Widzińską a Bukową. Zachowane granice pierwotnego założenia. Brak nagrobków. Starodrzew – świerki, dęby, klon, jesion i rząd buków.
- Cmentarz z początku XX wieku, czynny, położony przy ulicy Witosa. Zachowane granice pierwotnego założenia. brak nagrobków. Starodrzew – świerki, dęby, wierzba, jesion i żywotnik.
- Cmentarz na terenie wokół kościoła, nieczynny. Brak nagrobków. Cenny starodrzew – kasztanowce, buki i świerki.
- Kostnica na cmentarzu przy ulicy Witosa. Murowana z początku XX wieku. Wewnątrz zachowane żeliwne krzyże po przedwojennych nagrobkach.

## Sport
W Kobylnicy działają lub działały kluby sportowe w różnych dyscyplinach:
- Słupia Kobylnica – piłka nożna (seniorzy i juniorzy)
- SPS Epigon Słupsk/Kobylnica – siatkówka (rozwiązany)
- SSK Kobylnica – koszykówka
- UKS Piast B Kobylnica – siatkówka

Kiedyś w Kobylnicy istniała drużyna koszykarska, występująca w I lidze kobiet: Eko Energy Hit Kobylnica, lecz została rozwiązana.

## Disco Hit Festival – Kobylnica
Zasugerowano, aby ta sekcja została przeniesiona do artykułu Disco Hit Festival.
Od 2011 roku w Kwakowie koło Kobylnicy organizowany jest największy festiwal muzyki disco polo i dance w Polsce – Disco Hit Festival – Kobylnica. Występują na nim największe gwiazdy polskiej muzyki tanecznej (Bayer Full, Top One, Boys, Iwan Komarenko, D-Bomb, Playboys) i przyjeżdża tysiące fanów z całej Polski.